# 珀卡爾 (喬治亞州)
珀卡爾（英語：Percale）是位於美國喬治亞州門羅縣的一個非建制地區。該地的面積和人口皆未知。

## 地理
珀卡爾的座標為33°05′22″N 83°47′43″W / 33.08944°N 83.79528°W，而該地的平均海拔高度為118米（即387英尺）。